# إف 1 2000 (لعبة فيديو)
إف 1 2000 (بالإنجليزية: F1 2000)‏ ، هي لعبة فيديو إلكترونية من نوع سباقات السيارات الفورومولا ون، نشرها شركة إيه آيه سبتورتس الكندية سنة 2000م، وتعمل لنظامي التشغيل بلاي ستيشن ومايكروسوفت ويندوز.